# Habenaria pleiophylla
Habenaria pleiophylla är en orkidéart som beskrevs av Frederico Carlos Hoehne och Schltr.. Habenaria pleiophylla ingår i släktet Habenaria och familjen orkidéer. Inga underarter finns listade i Catalogue of Life.